# Ninh Hòa (thị xã)
Ninh Hòa là một thị xã ven biển thuộc tỉnh Khánh Hòa, Việt Nam.
Thị xã Ninh Hòa được biết đến với nhiều danh lam thắng cảnh và di tích lịch sử như: bãi biển Dốc Lết, đầm Nha Phu, vịnh Ninh Vân,... đồng thời có các đặc sản ẩm thực nổi tiếng: bún cá, nem chua, nước mắm, cá khô...
Theo quy hoạch chung được Thủ tướng Chính phủ phê duyệt năm 2014, một phần của thị xã ở phía đông bắc thuộc khu vực Nam Vân Phong của khu kinh tế Vân Phong.

## Địa lý

### Vị trí địa lý và lãnh thổ
Thị xã Ninh Hòa nằm ở phía đông theo vòng cung bắc nam của dãy Trường Sơn trên toạ độ từ 12°20' đến 12°45' độ Vĩ Bắc và từ 105°52' đến 109°20' độ Kinh Đông, là vùng đồng bằng ven biển Nam Trung Bộ, gần trung tâm tỉnh Khánh Hòa, với vị trí địa lý:
- Phía đông giáp huyện Vạn Ninh và Biển Đông
- Phía tây giáp huyện M'Drắk, tỉnh Đắk Lắk
- Phía nam giáp huyện Khánh Vĩnh, huyện Diên Khánh và thành phố Nha Trang
- Phía bắc giáp huyện Sông Hinh, tỉnh Phú Yên.

Thị xã Ninh Hòa là nơi giao nhau giữa Quốc lộ 1 và Quốc lộ 26. Trung tâm thị xã Ninh Hòa cách thành phố Nha Trang 33 ki-lô-mét về phía Bắc, cách thị trấn Vạn Giã 27 ki-lô-mét về phía Nam (theo Quốc lộ 1), cách thành phố Buôn Ma Thuột (tỉnh Đắk Lắk) 151 ki-lô-mét về phía Tây (theo Quốc lộ 26).
Đây là địa phương có 2 dự án đường cao tốc đi qua đang được xây dựng là: Đường cao tốc Vân Phong – Nha Trang và Đường cao tốc Khánh Hòa – Buôn Ma Thuột.

### Đặc điểm địa hình
Theo Niên giám Thống kê tỉnh Khánh Hòa năm 2019 , Ninh Hòa là thị xã lớn nhất Việt Nam với tổng diện tích tự nhiên là 1.197,5 km²  (lớn hơn 3 tỉnh Bắc Ninh, Hà Nam, Hưng Yên), trong đó có trên 70% (hơn 837 km²) là núi rừng, 0,44% (khoảng 5,26 km²) là đồng cát ven biển.
Vùng đồng bằng ở thị xã Ninh Hòa là một lòng chảo hơi tròn với các bên là núi có bán kính khoảng 15 km. Địa hình thấp dần từ Tây sang Đông và từ Bắc xuống Nam. Thị xã Ninh Hòa có nhiều núi cao, dốc và đèo hiểm trở với phía tây trên quốc lộ 26 có đèo Dốc Đất, đèo Phượng Hoàng; phía nam trên quốc lộ 1 có đèo Rọ Tượng và đèo Rù Rì; phía bắc có dốc Giồng Thanh và dốc Đá Trắng; phía đông có dải núi Hòn Hèo chạy theo hướng Tây Bắc – Đông Nam.
Bờ biển thị xã Ninh Hòa có bãi triều rộng. Tuy nhiên cũng có nơi lồi lõm, khúc khuỷu và nhiều cửa sông, cửa lạch nằm sâu trong đất liền.

### Khí hậu
Thị xã Ninh Hòa nằm trong tiểu vùng khí hậu đồng bằng ven biển, mang đặc trưng của khí hậu nhiệt đới gió mùa. Đồng thời cũng chịu ảnh hưởng của khí hậu đại dương nên quanh năm tương đối ôn hòa.
Nhiệt độ trung bình hàng năm là 26,6 °C.
Độ ẩm bình quân hàng năm từ 70% đến 80%.
Lượng mưa trung bình hàng năm là 1350 mm, thời tiết mưa rải không đều, mưa nhiều vào tháng 10, tháng 11, ít khi có bão nhưng thường có lũ lớn. Mùa khô nắng nhiều, gió Tây Nam thổi mạnh gây hạn hán gắt.
Nhiệt lượng ánh sáng khoảng 2.482 giờ nắng trong năm, tổng nhiệt lượng bình quân trong năm là 9.500 °C.

### Thủy văn
Sông suối ở thị xã Ninh Hòa dày nhưng phân bố không đều, ngắn và dốc. Lưu lượng nước giữa mùa mưa và mùa khô chênh lệch. Mùa mưa tốc độ dòng chảy bề mặt lớn thường gây lũ lụt. Mùa khô lưu lượng nước các sông thấp, nhiều sông suối bị khô cạn nhanh. Mật độ lưới sông ở vùng núi khoảng 1 km/km², mật độ lưới sông ở vùng đồng bằng ven biển khoảng 0,6 km/km².
Thị xã Ninh Hòa có hệ thống sông chính là sông Cái dài 49 ki-lô-mét, chia thành 2 nhánh lớn là nhánh sông Cái ở phía nam và nhánh sông Đá Bàn ở phía bắc. Sông Cái có nguồn gốc từ núi Chư Hmu cao 2051 m, chảy theo hướng Tây Bắc – Đông Nam và đổ ra đầm Nha Phu. Vùng thượng nguồn có hồ chứa nước Đá Bàn  và Suối Trầu 
Thị xã Ninh Hòa có hai dạng nước ngầm chính gồm: dạng nước ngầm tồn tại trong trầm tích sông suối, tập trung ở các xã phía tây và tây bắc và dạng nước ngầm tồn tại trong trầm tích sông biển biển, tập trung ở các xã phía đông và đông nam.

### Tài nguyên thiên nhiên
Tài nguyên đất: Thị xã Ninh Hòa có 8 nhóm đất và 18 loại đất. Trong đó, nhóm đất đỏ vàng có diện tích lớn nhất với khoảng 7,46 km², chiếm 72,28 % tổng diện tích đất. Nhóm đất phù sa có diện tích khoảng 0,73 km², chiếm 7,05 % tổng diện tích đất.
Tài nguyên rừng: Theo thống kê năm 2005, Thị xã Ninh Hòa có 5,15 km² rừng. Trong đó, rừng sản xuất chiếm 2,23 km², rừng phòng hộ chiếm 2,91 km².
Tài nguyên khoáng sản: Địa bàn thị xã Ninh Hòa có các loại đá Granit (đá hoa cương) phục vụ xây dựng cùng các loại đất sét như sét cao lanh, sét gạch ngói, sét đá ong (sét Laterit) cung cấp nguyên liệu cho các xí nghiệp sản xuất gạch ngói và mỏ nước khoáng tự nhiên Trường Xuân trữ lượng lớn có thể khai thác để sản xuất đóng chai.
Tài nguyên biển và ven biển: Bờ biển Ninh Hòa có đầm Nha Phu, nhiều cửa sông và diện tích bãi bồi ven sông ven biển lớn, thuận lợi cho nuôi trồng và đánh bắt thủy hải sản, làm muối và thuận lợi để rừng ngập mặn phát triển, có ý nghĩa trong cân bằng sinh thái biển và phát triển du lịch sinh thái biển.
Tài nguyên sinh vật: Sinh vật biển ở thị xã Ninh Hòa như: cá thu, tôm, mực, các loại trai ốc. Cùng các sinh vật nước lợ (cá đỏ mang, cá trèn, cá trạch, cá hồng, cá chình) và sinh vật nước ngọt khu vực sông Dinh được xem là một trong những nguồn tạo ra kinh tế chính cho người dân địa phương.
Tài nguyên du lịch: Theo thống kê đến năm 2017, thị xã Ninh Hòa có 55 di tích lịch sử văn hóa - di tích lịch sử đã được xếp hạng. Đồng thời, nhiều danh lam thắng cảnh được biết đến như: Khu du lịch sinh thái Ninh Phước, đầm Nha Phu, bãi biển Dốc Lết, bãi biển Hòn Khói, Khu du lịch Ba Hồ, Suối nước nóng Trường Xuân, Thác nước Bay Ninh Thượng, bán đảo Hòn Hèo... Ninh Hòa có một số đặc sản như: bún cá Ninh Hòa, nem Ninh Hòa, bánh xèo Ninh Hòa...

## Dân cư
Theo Niên giám thống kê tỉnh Khánh Hòa năm 2019, thị xã Ninh Hòa có 230.566 nhân khẩu, trong đó có 76.368 người sinh sống ở khu vực thành thị (khoảng 33.2%) và 154.198 người sinh sống ở khu vực nông thôn (khoảng 66.8%).
Theo Hội nghị tổng kết tổng điều tra Dân số và Nhà ở năm 2019, trong số 62.710 hộ trên địa bàn, có 98,99% hộ có nhà ở, diện tích nhà ở bình quân 22 m²/người, 1% số hộ có nhà ở đơn sơ, còn lại (khoảng 540 hộ) có nhà ở dưới 6m²/người.
Thị xã Ninh Hòa có 17 dân tộc sinh sống, trong đó dân tộc Kinh chiếm 98.13 % và 16 dân tộc thiểu số gồm: Ra Glai, Ê đê, Thái, Mường, Tày, Nùng, Hoa, Khmer, Thanh, Chăm, Ba Na, Thổ, Chu Ru, Sán Dìu, Chơ Ro, Xtiêng với 1.286 hộ, 5.258 khẩu, chiếm 2,1% dân số toàn thị xã.
Trong đó đông nhất là dân tộc Êđê, Ra Glai và Hoa. Hầu hết đồng bào dân tộc thiểu số sống tập trung ở hai xã miền núi xã Ninh Tây, xã Ninh Tân. Dân tộc thiểu số trên địa bàn thị xã Ninh Hòa chủ yếu làm nghề nông như: trồng lúa, mía, mì và các loại hoa màu.

## Lịch sử
Năm 1653, Chúa Nguyễn Phúc Tần đánh thắng vua Chăm Pa là Bà Thấm, lập ra dinh Thái Khang, gồm có 2 phủ Diên Ninh và Thái Khang, có 5 huyện thuộc 2 phủ là Phước Điền, Hoa Châu, Vĩnh Xương, Tân Định và Quảng Phước trên vùng đất của Khánh Hòa ngày nay. Huyện Tân Định thuộc phủ Thái Khang, chính là tiền thân của huyện Ninh Hòa ngày nay, được hình thành có ranh giới từ đèo Rù Rì đến giữa sông Dinh.
Năm 1690, Chúa Nguyễn Phúc Thái đổi tên Phủ Thái Khang thành Phủ Bình Khang. Kéo dài đến năm 1803 là 113 năm.
Năm 1803, Vua Gia Long đổi Phủ Bình Khang thành Phủ Bình Hòa. Kéo dài đến năm 1831 là 28 năm.
Năm 1831, Vua Minh Mạng đổi tên Phủ Bình Hòa thành Phủ Ninh Hòa. Kéo dài đến năm 1949 là 118 năm. (Đặc biệt, khoảng năm 1930-1931 chính phủ thực dân Pháp đổi phủ Ninh Hòa thành huyện Vạn Ninh, còn huyện Tân Định thì đổi thành phủ Ninh Hòa, theo Nguyễn Đình Tư).
Năm 1930 - 1931, sau khi Quốc lộ 26 hoàn thành, nối liền huyện Tân Định với Tây Nguyên, huyện Tân Định trở nên phồn thịnh, thực dân Pháp cắt 7 làng ở phía nam đèo Rọ Tượng cho huyện Vĩnh Xương và nhập 3 tổng của huyện Quảng Phước vào huyện Tân Định, đổi tên thành phủ Ninh Hòa, là thị xã Ninh Hòa ngày nay, còn phủ Ninh Hòa cũ đổi thành huyện Vạn Ninh ngày nay.
Năm 1976, hai huyện Ninh Hòa và Vạn Ninh hợp nhất thành huyện Khánh Ninh trực thuộc tỉnh Phú Khánh.
Ngày 23 tháng 10 năm 1978, Chính phủ ra Quyết định số 268-CP thành lập thị trấn Ninh Hòa (thị trấn huyện lỵ huyện Khánh Ninh) trên cơ sở toàn bộ diện tích tự nhiên và dân số của xã Ninh Hiệp.
Ngày 2 tháng 3 năm 1979, Chính phủ ra Quyết định số 74-CP cắt các thôn Quảng Cư, Mông Phú, Vĩnh Thạnh của xã Ninh Thượng, các thôn Phú Văn và Thạch Sơn của xã Ninh Đông thành lập xã Ninh Trung.
Ngày 5 tháng 3 năm 1979, lại tách huyện Khánh Ninh thành 2 huyện: Ninh Hòa và Vạn Ninh với ranh giới như hiện nay.
Huyện Ninh Hòa khi đó bao gồm thị trấn Ninh Hòa và 23 xã: Ninh An, Ninh Bình, Ninh Đa, Ninh Diêm, Ninh Đông, Ninh Giang, Ninh Hà, Ninh Hải, Ninh Hưng, Ninh Ích, Ninh Lộc, Ninh Phú, Ninh Phụng, Ninh Phước, Ninh Quang, Ninh Sim, Ninh Tân, Ninh Tây, Ninh Thân, Ninh Thọ, Ninh Thượng, Ninh Trung, Ninh Xuân.
Ngày 30 tháng 9 năm 1981, chia xã Ninh Diêm thành 2 xã: Ninh Diêm và Ninh Thủy, chia xã Ninh Phước thành 2 xã: Ninh Phước và Ninh Vân.
Ngày 30 tháng 6 năm 1989, tái lập tỉnh Khánh Hòa từ tỉnh Phú Khánh, huyện Ninh Hòa trực thuộc tỉnh Khánh Hòa.
Ngày 19 tháng 11 năm 1998, thành lập xã Ninh Sơn trên cơ sở 17.175 ha diện tích tự nhiên và 6.267 người của xã Ninh An.
Ngày 30 tháng 6 năm 2009, Bộ Xây dựng ban hành Quyết định số 713/QĐ-BXD công nhận thị trấn Ninh Hòa là đô thị loại IV.
Đến cuối năm 2009, huyện Ninh Hòa có 27 đơn vị hành chính, bao gồm thị trấn Ninh Hòa và 26 xã: Ninh An, Ninh Bình, Ninh Đa, Ninh Diêm, Ninh Đông, Ninh Giang, Ninh Hà, Ninh Hải, Ninh Hưng, Ninh Ích, Ninh Lộc, Ninh Phú, Ninh Phụng, Ninh Phước, Ninh Quang, Ninh Sim, Ninh Sơn, Ninh Tân, Ninh Tây, Ninh Thân, Ninh Thọ, Ninh Thượng, Ninh Thủy, Ninh Trung, Ninh Vân, Ninh Xuân.
Ngày 25 tháng 10 năm 2010, Chính phủ ban hành Nghị quyết số 41/NQ-CP. Theo đó:
- Thành lập thị xã Ninh Hòa trên cơ sở toàn bộ diện tích và dân số của huyện Ninh Hòa
- Thành lập phường Ninh Hiệp trên cơ sở toàn bộ diện tích và dân số của thị trấn Ninh Hòa
- Thành lập 6 phường: Ninh Đa, Ninh Diêm, Ninh Giang, Ninh Hà, Ninh Hải, Ninh Thủy trên cơ sở toàn bộ diện tích và dân số của 6 xã có tên tương ứng.

Từ đó, thị xã Ninh Hòa có 7 phường và 20 xã như hiện nay.
Ngày 28 tháng 9 năm 2024, Ủy ban Thường vụ Quốc hội ban hành Nghị quyết số 1196/NQ-UBTVQH15 về việc sắp xếp đơn vị hành chính cấp xã của tỉnh Khánh Hòa giai đoạn 2023 – 2025 (nghị quyết có hiệu lực từ ngày 1 tháng 11 năm 2024). Theo đó, sáp nhập xã Ninh Vân vào xã Ninh Phước.
Thị xã Ninh Hòa có 7 phường và 19 xã như hiện nay.

## Hành chính
Thị xã Ninh Hòa có 26 đơn vị hành chính trực thuộc, bao gồm 7 phường: Ninh Đa, Ninh Diêm, Ninh Giang, Ninh Hà, Ninh Hải, Ninh Hiệp, Ninh Thủy và 19 xã: Ninh An, Ninh Bình, Ninh Đông, Ninh Hưng, Ninh Ích, Ninh Lộc, Ninh Phú, Ninh Phụng, Ninh Phước, Ninh Quang, Ninh Sim, Ninh Sơn, Ninh Tân, Ninh Tây, Ninh Thân, Ninh Thọ, Ninh Thượng, Ninh Trung, Ninh Xuân.

## Kinh tế
Năm 2015, ngành Công nghiệp - Xây dựng chiếm tỷ trọng 65,0 %; Dịch vụ - Du lịch chiếm tỷ trọng 20,5 % và ngành Nông, Lâm nghiệp - thủy sản chiếm tỷ trọng 14,5 % trong tổng giá trị kinh tế của toàn thị xã Ninh Hòa. Cụ thể:
- Ngành Công nghiệp - Xây dựng: Một số doanh nghiệp, cơ sở công nghiệp và tiểu thủ công nghiệp ra đời, tạo ra lợi nhuận kinh tế và giải quyết việc làm cho người lao động như: Khu Công nghiệp Ninh Thủy, Kho xăng dầu ngoại quan Vân Phong[37], nhà máy tàu biển Hyundai VinaShin,... Sản lượng muối sản xuất hằng năm đạt khoảng 35.000 tấn.
- Dịch vụ - Du lịch: Năm 2019, thị xã Ninh Hòa có khoảng 10.234 cơ sở kinh tế, hằng năm có trên 100 cơ sở mới đăng ký[38]; tổng mức bán lẻ hàng hóa và doanh thu dịch vụ tiêu dùng năm 2015 đạt khoảng 2.150 tỷ đồng, tăng bình quân hằng năm 15,2%. Hoạt động tín dụng của Ngân hàng Nông nghiệp và Phát triển nông thôn (Agribank) và Ngân hàng chính sách xã hội thị xã Ninh Hòa có tổng dư nợ đến năm 2015 là 956 tỷ đồng, tăng 59% so với năm 2010.

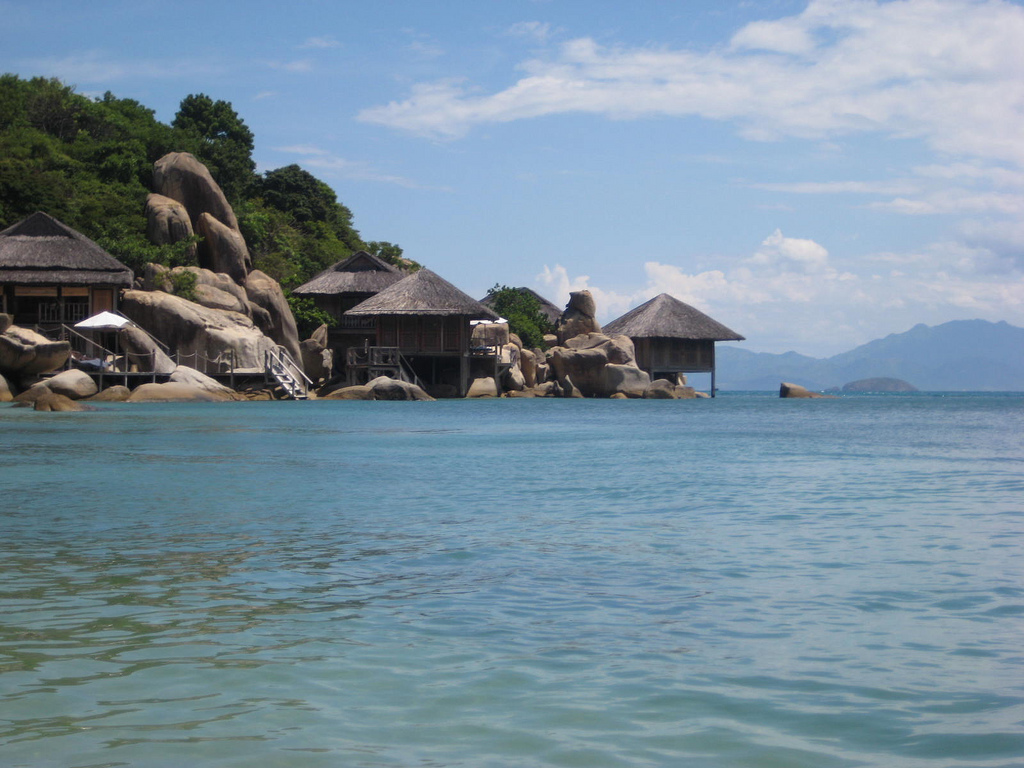
Khu du lịch tại vịnh biển Ninh Vân thuộc xã Ninh Phước.

Về mảng Du lịch, thị xã Ninh Hòa có các địa danh như: Chiến khu Đá Bàn, núi Hòn Hèo, căn cứ địa Cần Vương, Hòn Khói - Đầm Vân, xã anh hùng Ninh An - Ninh Thọ. Đồng thời cũng có các danh lam như: Bãi biển Dốc Lết, Khu du lịch Ba Hồ, Hồ chứa nước Đá Bàn, Suối nước nóng Trường Xuân, Thác Bay (Ea Krông-rou)... được khai thác để phục vụ quốc kế dân sinh.
- Ngành Nông, Lâm nghiệp - Thủy sản: Giá trị sản xuất ngành Nông, Lâm nghiệp - Thủy sản tăng bình quân 3,9 % mỗi năm. Sản lượng lương thực hằng năm bình quân đạt 107.000 tấn. Năm 2015, thị xã Ninh Hòa có 12.110 héc-ta, sản lượng bình quân khoảng 600.000 tấn mía mỗi năm, độ che phủ rừng đạt 41,8%, giá trị sản phẩm thu được trên mỗi héc-ta đất khoảng 40 triệu đồng[39]. Đánh bắt và nuôi trồng thủy sản, sản lượng đạt bình quân 16.500 tấn mỗi năm, giá trị sản phẩm thu được trên mỗi héc-ta mặt nước là 240 triệu đồng [40].

## Văn hóa - Xã hội
Giáo dục đào tạo và dạy nghề: Trường Trung cấp nghề, Chi nhánh Trường Đại học Mở thành phố Hồ Chí Minh cơ sở 5 tại Ninh Hòa đào tạo nguồn nhân lực, cải thiện trình độ nghề nghiệp và giải quyết việc làm tại địa phương. Hàng năm, thị xã Ninh Hòa bình quân tạo việc làm mới cho khoảng 4.500 lao động. Cơ cấu lao động chuyển dịch theo hướng giảm tỷ trọng lao động trong nông nghiệp, tăng tỷ trọng lao động trong các ngành Dịch vụ - Du lịch, Công nghiệp - Xây dựng. Số lượng lao động có trình độ kỹ thuật và qua đào tạo nghề cuối năm 2015 đạt 58,66%.
100% xã, phường đạt chuẩn phổ cập giáo dục tiểu học và trung học cơ sở.
70% số xã, phường đạt các tiêu chí phổ cập Trung học phổ thông.
Về y tế: Năm 2014, 27% các trạm y tế xã, phường có bác sĩ; 100% các trạm y tế có nữ hộ sinh; 81,5% các trạm y tế đạt Bộ tiêu chí quốc gia về y tế xã. Năm 2015, tỷ lệ trẻ em dưới 5 tuổi suy dinh dưỡng giảm xuống còn dưới 6%. Tỷ lệ sinh hằng năm giảm 0,3%.
Ngành nghề truyền thống: Thị xã Ninh Hoà từ lâu đã hình thành nhiều nghề truyền thống lâu đời và đã có nguồn hàng hoá bán ra trong và ngoài tỉnh như hàng nông hải sản: cá khô, muối ăn, nước mắm; hàng thủ công nghiệp: đẩu mây, chiếu, đường, gạch ngói Ninh Hòa.
Đặc sản: Thị xã Ninh Hòa có một số đặc sản ẩm thực như: nem chua, bún cá, bánh ướt, bánh canh, bánh căn, mắm ruốc...